# Cueva Valiente
Cueva Valiente es una montaña de la sierra de Guadarrama en el sistema Central, centro de España. Tiene una altitud de 1903 metros sobre el nivel del mar y está situada sobre la localidad segoviana de San Rafael, perteneciente al municipio de El Espinar, comunidad autónoma de Castilla y León en España. Su cima se ubica en terrenos municipales de Peguerinos, municipio perteneciente a la provincia de Ávila. En su cima se sitúa un vértice geodésico de primer orden.

## Descripción

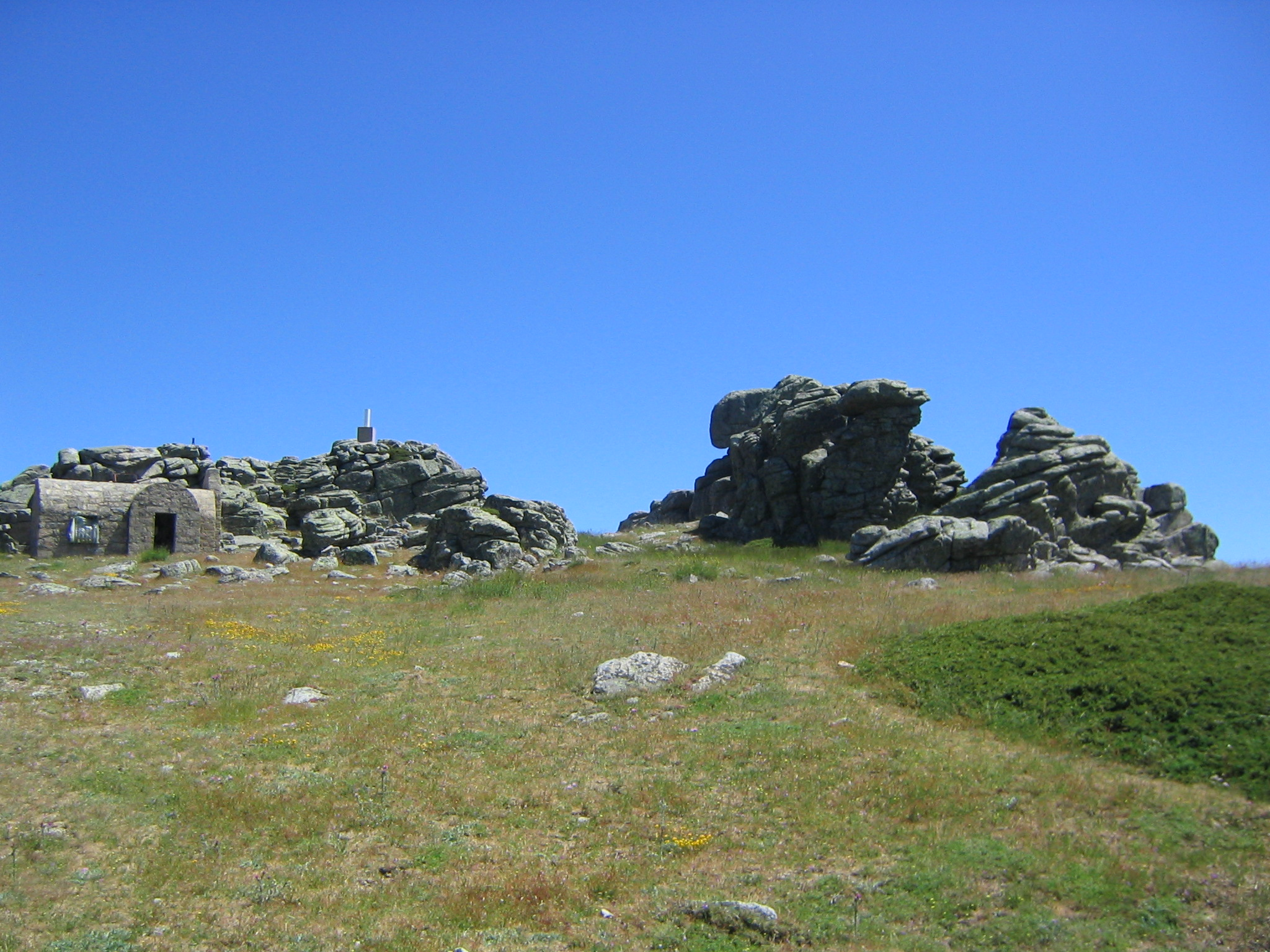
Cumbre de Cueva Valiente. Refugio y vértice geodésico.

Como el resto de las montañas de la sierra de Guadarrama, está formada principalmente por granito y tiene sus laderas cubiertas de un bosque de pino silvestre poco denso y de ejemplares relativamente jóvenes. Numerosas formaciones rocosas están presentes en la superficie en la zona alta de la montaña. En la cima de Cueva Valiente hay un refugio de piedra y quedan restos de una carretera forestal que llegaba hasta ella. No lejos de la cima, al otro lado de Cabeza Líjar, en el llamado Collado de la Mina o Collado de la Cierva se hallan los restos de una mina de wolframio descubierta a finales de la década de 1950. 
En las inmediaciones hay muchos restos de construcciones bélicas que datan de la guerra civil. El frente se detuvo en estas cumbres cuando el ejército franquista no pudo tomar la capital de España en 1936 por la escasez de efectivos debido a la reactivación de otros frentes  viéndose obligados a cambiar la estrategia de la guerra reactivando el frente norte (País Vasco y Asturias en la primavera de 1937), y el ascenso por Extremadura del Ejército del Sur. Ante esta coyuntura se procedió a fortificar toda la cresta de las montañas desde el Alto del León hasta Navas del Marqués.

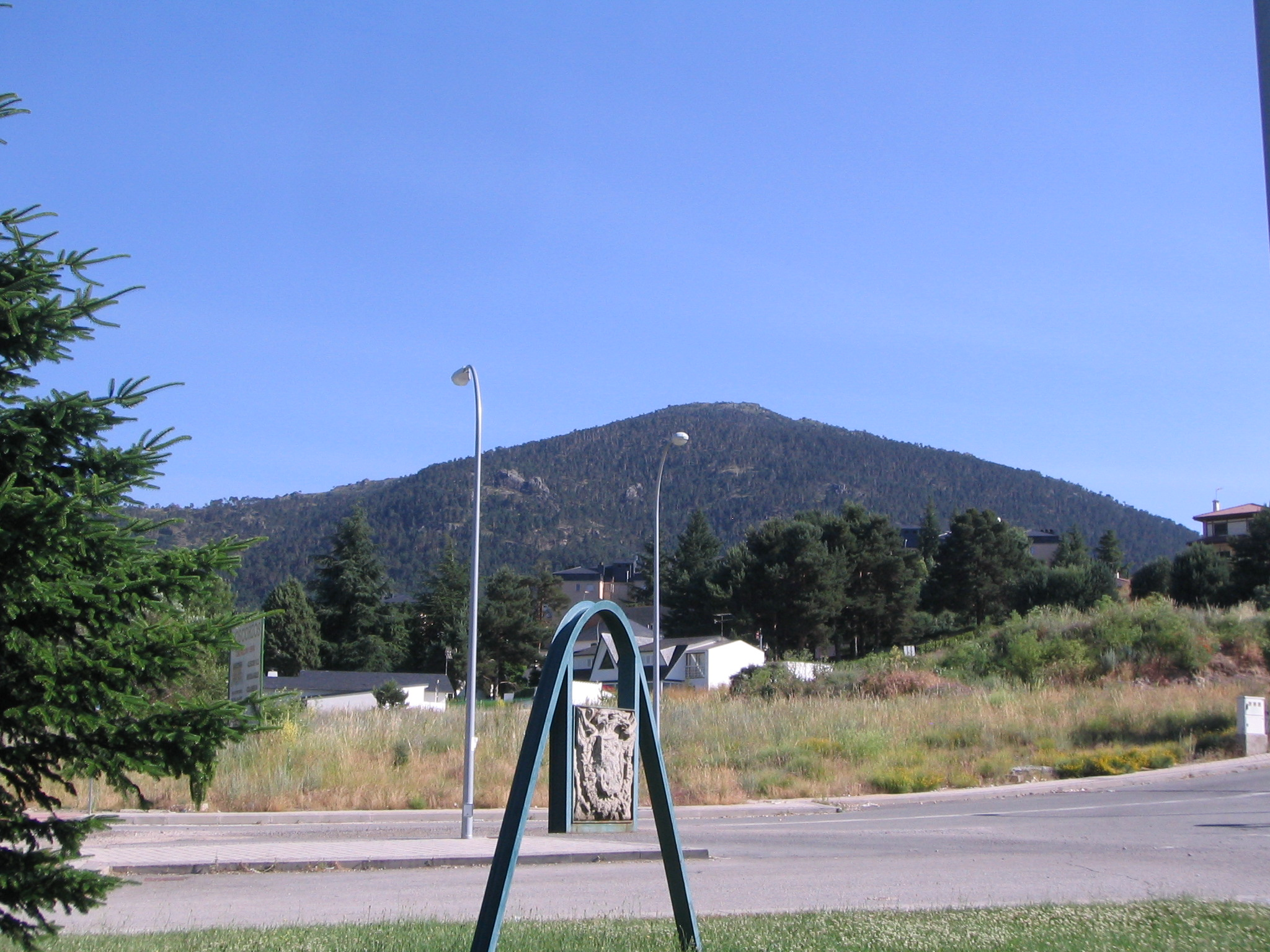
Vista de Cueva Valiente desde la estación de autobuses de San Rafael.

La cima forma parte de un cordal que tiene su origen en Cabeza Líjar y se separa de la dirección este - oeste que sigue la sierra de Guadarrama para correr en dirección sur - norte. Este cordal es el que separa las provincias de Ávila y Segovia. Entre Cueva Valiente y Cabeja Líjar está el Collado de Hornillos, en donde se encuentra el puerto del Berrueco (1634 m). Cerca está la peña del mismo nombre donde la leyenda cuenta que en su cima hay un tesoro, y sobre ésta se abre la sierra de Malagón, ya en terrenos de Peguerinos.
Al pie de la vertiente este se ubica la localidad de San Rafael y se abre la llanura castellano leonesa hacia el norte. Enfrente, mucho más bajo y redondeado, está Cabeza Reina que protege al valle del río Moros que baja entre la sierra de Guadarrama, por el sur y las sierras del Quintanar y la Mujer Muerta por su lado norte. En el valle corren las principales vías de comunicación del centro de la península con la parte noroeste.

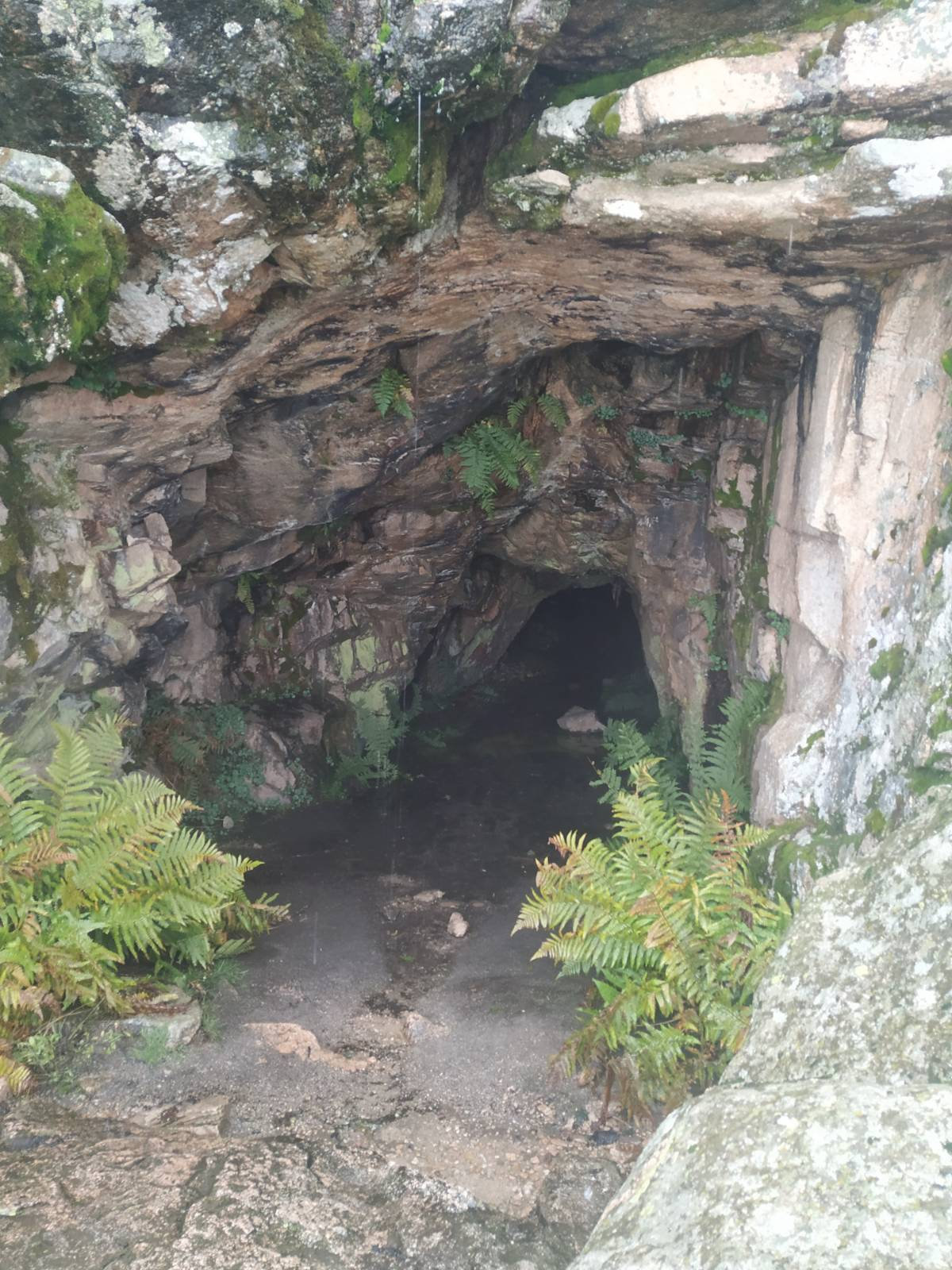
La cueva de Cueva Valiente

En la vertiente oeste está el Valle de Enmedio que destaca por su riqueza natural que hace del mismo un paraíso para los excursionistas. A su lado se levantan las rocas conocidas como Peñas Blancas.
Dos arroyos enmarcan esta vertiente este, el arroyo de la Gargantilla, el más cercano al núcleo original de El Espinar y el arroyo Mayor, el más cercano al puerto del Alto del León. Esta vertiente, que tiene un gran escalón, tienen numerosas formaciones graníticas de peñas y peñones. Destaca la Peña de Juan Plaza y, un poco más separada y al otro lado del arroyo Mayor, la Peña del Águila. Bajo la cima hacia el norte, podemos encontrar la cueva que, dicen, da nombre al monte.

## Bandoleros y leyendas
Cuando se abrió el puerto del Alto del León en el siglo XVIII, este se convirtió rápidamente en el paso principal a la meseta de Castilla la Vieja sustituyendo al histórico paso del puerto de la Fuenfría por al lado de Navacerrada pasando por el valle de Valsaín. Esta situación, y lo intrincado de la geografía dieron lugar a la abundante presencia de bandoleros en la zona. El más relevante y cuya fama ha llegado hasta nuestros días fue Juan Plaza que tenía su base en este monte.
Muchos dicen que el nombre de Cueva Valiente es una derivación de prueba valiente y que esto era así por ser una de las pruebas que debían pasar quienes quisieran acceder a la edad adulta y dejar la adolescencia, esta hipótesis carece de prueba alguna en la que basarse. Otra de las hipótesis sobre la procedencia del nombre de "Cueva valiente" es la existencia de una cueva de unos 15 metros de profundidad situada en la cara de San Rafael.
En la parte sur de Cueva Valiente se halla el puerto del Berrueco y cerca de él la peña del mismo nombre a la que hoy se llama Peña Blanca. Esta peña fue considerada como inaccesible durante mucho tiempo. Esta característica dio lugar a la leyenda que cuenta que en su cima el diablo dejó una valija cargada de oro en la creencia de que no podría ser alcanzada por nadie (otros cuentan que era el premio al primero que llegara a conquistar la cima).

## Rutas de ascenso
La cumbre de Cueva Valiente es accesible desde sus cuatro costados. La forma más sencilla de hacerlo, por la existencia de una antigua carretera forestal hoy ya casi desaparecida, es desde Peguerinos. Sin embargo, esta localidad queda bastante a desmano. Lo normal es partir desde San Rafael o desde el puerto de Hornillos.

Vista panorámica hacia el norte desde la cima de Cueva Valiente.

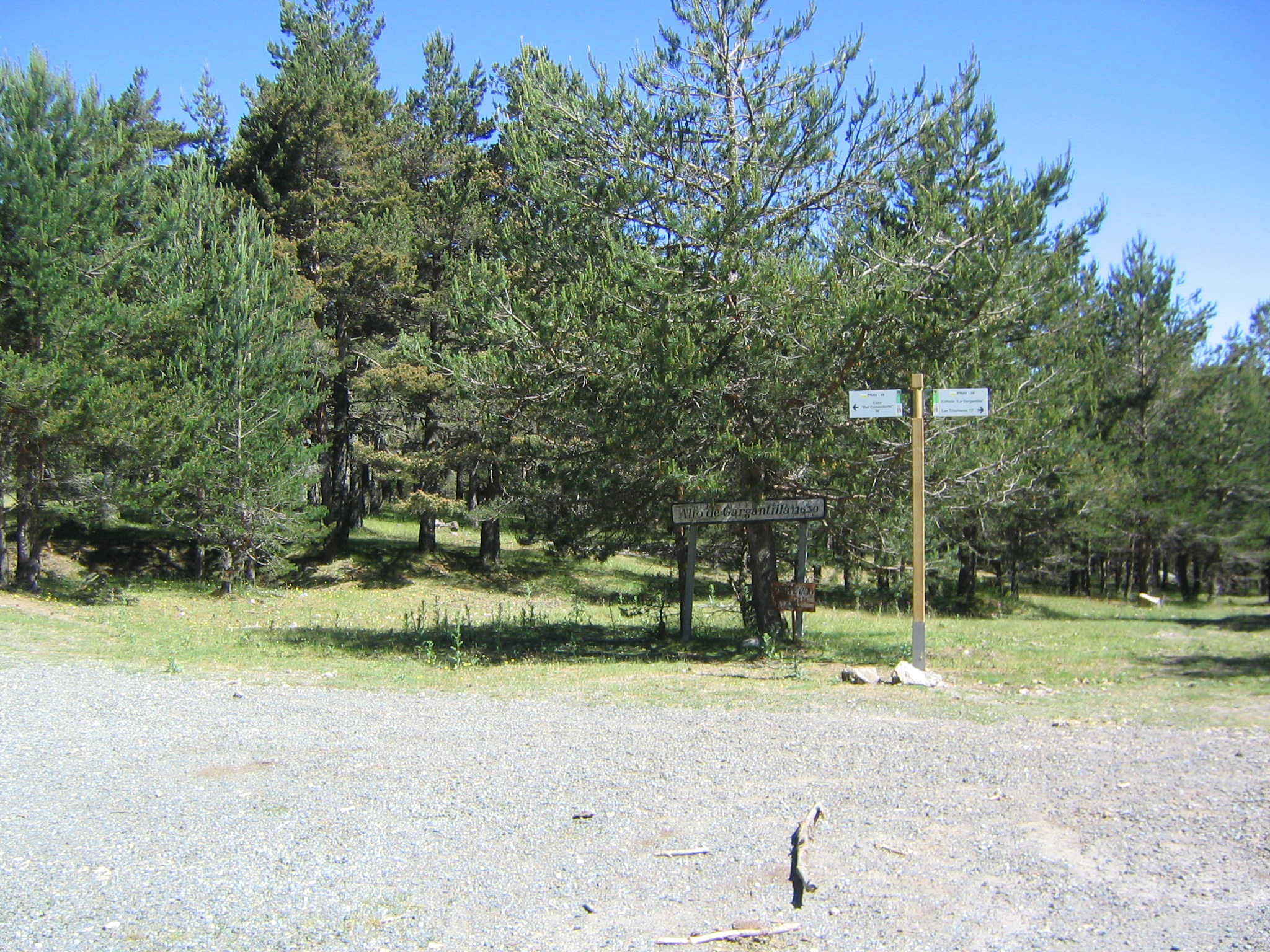
Collado de la Gargantilla.

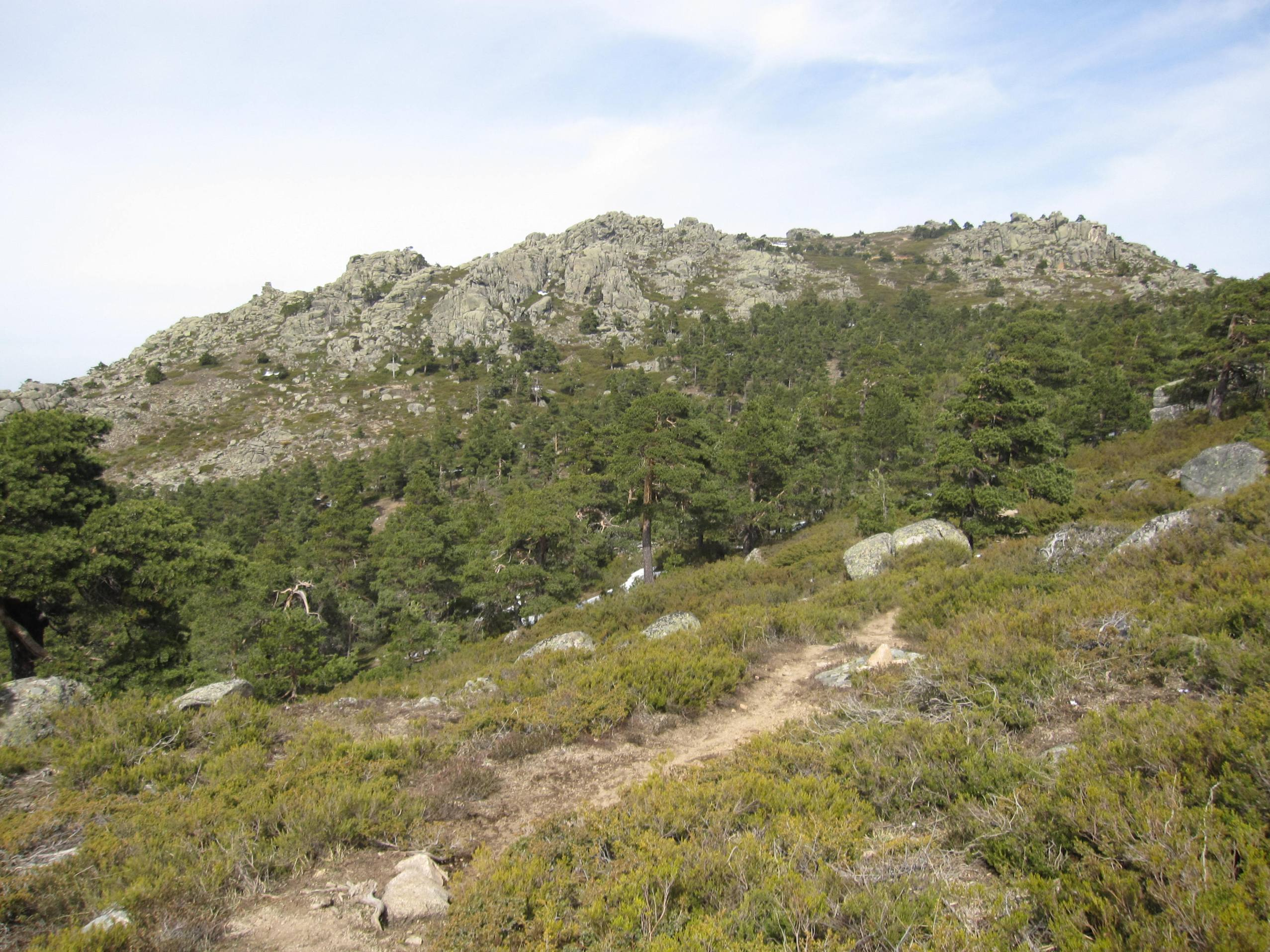
Cara sur de Cueva Valiente.

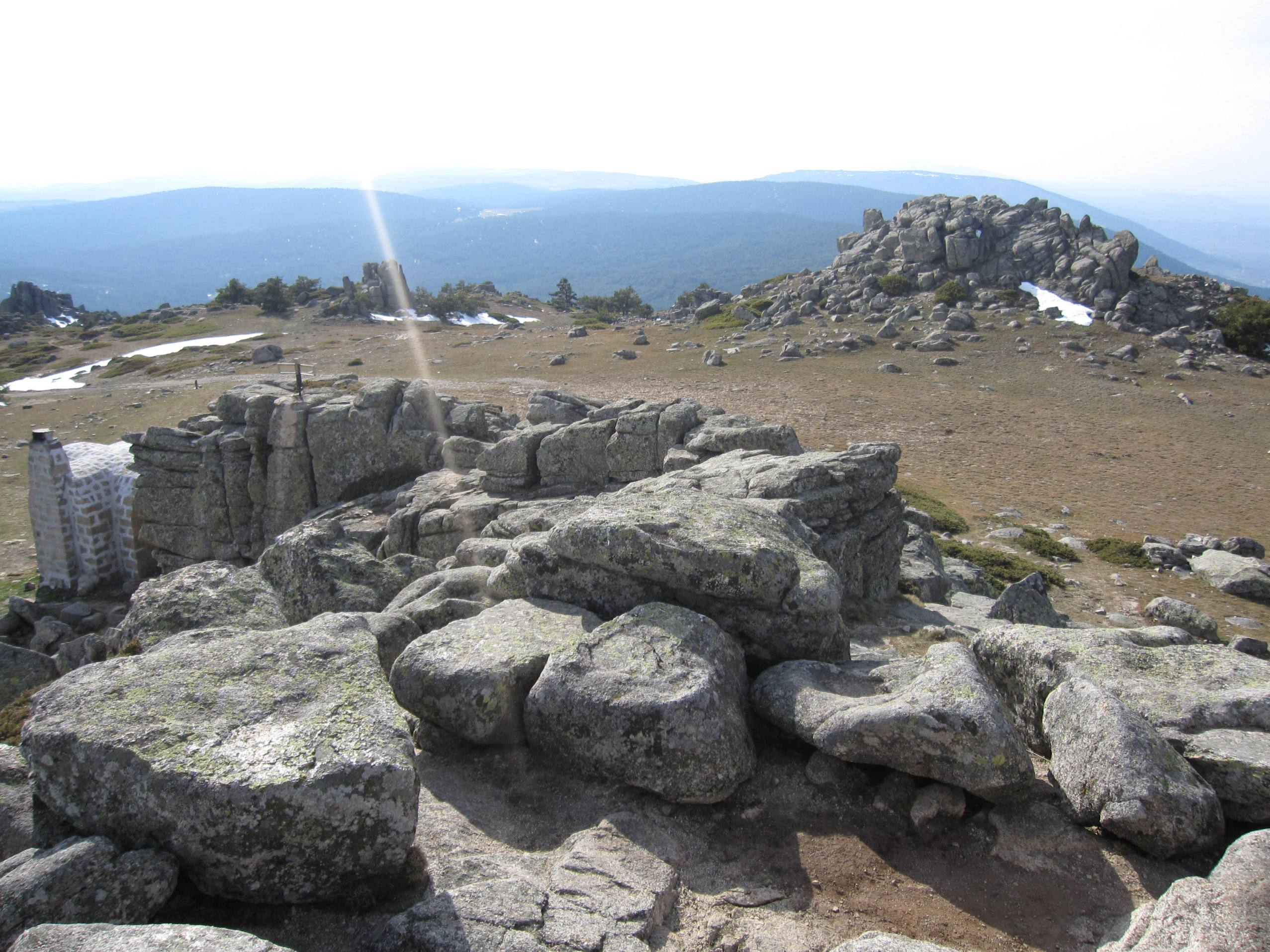
Pradera de la cima de Cueva Valiente.

- Desde San Rafael

La montaña se alza sobre San Rafael, al que da cobijo y lo conforma. Partimos de cualquier lugar de esta localidad y nos dirigimos hacia su cima. Pronto encontramos la carretera forestal que bordea la población por la ladera de Cueva Valiente y une San Rafael con El Espinar. Seguimos esta carretera para llegar al arroyo de la Gargantilla. Cogemos el cauce de este arroyo, casi seco en verano, y ascendemos por él hasta el collado del mismo nombre en cuyas cercanías hay una fuente. Allí encontramos la carretera forestal que sube desde Peguerinos y vemos los primeros restos de construcciones bélicas. Seguimos por la carretera, ya muy deteriorada por su abandono, hasta llegar a la cima.
Otra alternativa es seguir cualquiera de las sendas que suben por el pinar, directamente ladera arriba hasta llegar a un primer descanso, una pequeña llanura en la que descansa la pendiente de la ladera y que está rematada por un peñón (El Peñoncillo) que mira al arroyo Mayor. Pasamos una verja, con el debido cuidado de cerrar el portillo y no molestar al ganado, y volvemos a ascender perpendicularmente hasta coronar la cima. Al otro lado del peñón cimero está el refugio.
- Desde Peguerinos

Se parte en busca de la carretera forestal que nos llevará hasta la cima. Después de una buena caminata llegamos al collado de la Gargantilla y de allí, siguiendo a la derecha, a la cumbre.
- Desde Hornillos

Dejando la carretera a la espalda nos dirigimos al norte por un camino que se mete en un pinar. Pronto vamos en dirección oeste hasta la zona de Peña Blanca y siguiendo una vereda bien marcada llegamos al Valle de Enmedio y de allí, bordeando la cima, la vamos conquistando hasta salir a la llegada de la carretera de Peguerinos ya en pleno alto. También se puede subir directamente desde Hornillos por unas empinadas rampas, ladera arriba.
Tiempos de acceso
- San Rafael (1h 30 m).
- Peguerinos (2h 30 m).
- Hornillos (1h 30 m).